# Историја Парагваја
Историја Парагваја резултат је развоја и интеракције различитих култура аутохтоних народа у Парагвају и прекоморских имиграната који су заједно створили данашњи Парагвај. Парагвај слави Дан независности 15. маја, од 1811. до данас. Вилијам Е. Барет је написао: "Парагвај је земља пророчанства. Као једна од две најмање државе [од 1952. године] на америчком континенту, била је прва америчка комунистичка држава, прва америчка држава којом је управљао апсолутни диктатор (у савременом смислу појма)“.
Готово да нема документованих истраживања археолошких налазишта у Парагвају, из времена пре открића Америке. Али је сигурно да су источни делови земље били насељени Гуарани индијанцима, скоро 1000 година пре шпанских освајања. Први шпански насељеници дошли су на ову територију у 16. веку. То су пре свега били млади људи, а пратило их је неколико жена. 
Историја земље из колонијалног периода била је праћена са неколико турбулентних догађаја. Колонија је била економски неважна за шпанску круну, а удаљеност главног града од нових градова на континенту, довела је од изолованости ове територије. Од проглашења независности од Шпаније, 1811. г. земљом владују диктаторски режими, почевши од утопијског режима Хосе Гаспара Родригеза Франсије, до самоубиствене владавине Франсиска Солано Лопеза, који је потпуно опустошио земљу у рату против удружених снага Бразила, Аргентине и Уругваја који је трајао од 1865. до 1870. године. Такозвани рат Тројне алијансе, скоро је довео Парагвај до уништења, али је и довео до стварања двопартијског система који траје до данас.
Пратећи политичку нестабилност у прве три деценије 20. века, Парагваје је поново ушао у рат, овога пута са Боливијом. Од 1932. до 1935. г. скоро 30.000 Парагвајаца и 65.000 Боливијаца погинуло је у борбама око региона Чако. Данашњи Парагвајци са поносом гледају на своју прошлост, и на то како су преживели разорне ратове и успели да обнове земљу. Од 1870. до 1954. г. земља је променила 44 председника, од тога су 24 са власти отишла насилним путем. Генерал Алфредо Стреснер је 1954. г. успео да уз помоћ војске и партије Колорадо свргне дотадашњи резим. Владао је до 1989. г. 

## Домородачки народи
Источни део данашњег Парагваја заузео је Гварански народ најмање 1.000 година пре шпанске колонизације Америке. Докази указују да су ови аутохтони Американци развили прилично софистицирану полуномадску културу коју карактеришу бројна племена, подељена језиком, која су заузимала по неколико независних вишесеоских заједница.
Гварани, Карио, Тапе, Итатин, Гварахо, Тупи и сродне подгрупе били су народи који су насељавали огромно подручје које се протезало од Гвајанског горја у Бразилу до Рио Уругваја. Гварани су били окружени непријатељским племенима и често су ратовали. Сматрали су да су сталне жене неприкладне за ратнике, те су им брачни односи били лабави. Нека племена су практиковала полигамију с циљем повећања броја деце. Поглавице су често имале двадесет или тридесет конкубина, које су слободно делили са посетиоцима, али су се добро третирали своје жене. Истовремено, често су прељубнике кажњавали смрћу. Као и друга племена у тој области, и Гварани су били канибали. Као део ратног ритуала, јели су најхрабрије непријатеље заробљене у борби у нади да ће стећи храброст и моћ својих жртава. Гварани су прихватили долазак Шпанаца и тражили од њих заштиту од свирепијих суседних племена. Гварани су се такође надали да ће их Шпанци предводити против Инка.
За разлику од гостољубивих Гварана, Гран Чако народи, као што су Пајагва (одакле потиче и име Парагвај), Гвајкуру, Мбаја, Абипон, Мокоби и Чиригвано одупирали су европској колонизацији. Путници у регији Чако известили су да су тамошњи домороци способни да трче невероватним налетима брзине, бацају ласо и зајашу дивље коње у пуном галопу и да голоруко хватају јелене.

### Рани истраживачи и конквистадори
Велики део најраније писане историје Парагваја потиче из записа о шпанској колонизацији, почев од 1516. године са неуспелом експедицијом Хуан Дијаз де Солиса на Рио де ла Плата. На путу кући, након Солисове смрти, једно од пловила се насукало код острва Санта Катарина у близини бразилске обале. Међу преживелима је био Алежо Гарсија, португалски авантуриста који је стекао радно познање гварандког језика. Гарсија је био заинтригиран извештајима о „Белом краљу“ који је наводно живео далеко на Западу и управљао градовима неупоредивог богатства и сјаја. Готово осам година окупљао је људе и залихе за путовање у унутрашњост; затим је предводио неколико европских компањона у препад на доминион „Ел Реј Бланко“.
Гарсијина група открила је водопаде Игвасу, прешла Рио Парану и стигла на место Асунсион, будуће престоницу земље, тринаест година пре него што је основана. Они су покушали су да пређу Гран Чако, на крају продирући кроз у спољашњу одбрану царства Инка. Након Гарсијиног убиства од стране његових индијанских савезника, вест о рацији стигла је до шпанских истраживача на обали. Истраживача Себастијана Кабота привукла је река Парагвај две године касније. Кабот је пловио до Оријента 1526. године када је чуо за Гарсијине подвиге. Он је сматрао да Рио де Солис можда може да пружи лакши пролаз на Тихи оцеан и, жељан да освоји богатства Перуа, постао је први Европљанин који је истражио то ушће.